# Перенс, Брюс
Брюс Перенс (англ. Bruce Perens) — один из ключевых лидеров движения Open Source и Free Software. Сооснователь организации Open Source Initiative (с Эриком Реймондом). Автор Определения Open Source и общественного договора Дебиан.
Лидер проекта Дебиан с апреля 1996 по декабрь 1997 года. Создал приложение BusyBox в 1995 году, но позже передал разработку другим программистам. Создатель проекта Linux Standard Base.
Он создал «Определение открытого исходного кода» и опубликовал первое официальное объявление и манифест открытого исходного кода.
В 2005 году Перенс представлял Open Source на Всемирном саммите ООН по информационному обществу по приглашению Программы развития ООН. Он выступал перед национальными законодательными органами и часто цитируется в прессе, выступая за открытый исходный код и реформу национальной и международной политики в области технологий.
Перенс также является радиолюбителем с позывным K6BP. Он продвигает открытые стандарты радиосвязи и оборудование с открытым исходным кодом.
Снимался в документальном фильме Revolution OS (2001).
Работал в Pixar (1987—1999), Linux Capital Group (1999—2000), HP (2000—2002), SourceLabs (2005—2007). Живет в Беркли.
В 2016 году Перенс вместе с профессором Boalt Hall (Berkeley Law) Лотаром Детерманном стал соавтором книги Open Cars, опубликованной в Berkeley Technology Law Journal.
В 2018 году Перенс основал Открытый исследовательский институт (ORI), некоммерческую научно-исследовательскую организацию, занимающуюся технологиями, включающими открытый исходный код, открытое оборудование, открытые стандарты, открытый контент и открытый доступ к исследованиям. ORI способствует международному сотрудничеству в разработке технологий, которые в противном случае были бы ограничены национальными законами, такими как ITAR и EAR.

## Компании
Перенс является партнером OSS Capital и продолжает управлять двумя компаниями: Algoram — это стартап, который создает программно-определяемый радиопередатчик. Legal Engineering — это юридико-техническая консалтинговая компания, которая специализируется на устранении нарушений авторских прав в отношении программного обеспечения с открытым исходным кодом.

## Ранняя жизнь
Перенс вырос на Лонг-Айленде, штат Нью-Йорк. Он родился с церебральным параличом, из-за которого в детстве у него была невнятная речь, заболевание, приведшее к ошибочному диагнозу его как отсталого в развитии в школе, вследствие чего школа не смогла научить его читать. Он проявил интерес к технологиям в раннем возрасте: помимо интереса к радиолюбительству, он руководил пиратской радиостанцией в городе Лидо-Бич и некоторое время занимался телефонным фрикингом.